# Abonuman e waka nanga baka
Abonuman e waka nanga baka ('De medicijnman loopt achterwaarts') is een toneelstuk geschreven door Wilfred Teixeira.
De titel werd vaak incorrect vermeld als A bonuman, maar Abonuman was bedoeld als eigennaam ofwel persoonsnaam. Daar deze serie meer dan 400 afleveringen over bijgeloof, kwakzalverij en moderne verschijnselen als telekinese handelde, was het niet verwonderlijk dat men de titel verwarde met een bonuman, maar Wilfred Teixeira had hier met opzet het lidwoord a en het zelfstandig naamwoord bonuman samengetrokken tot de eigennaam Abonuman. Vermoedelijk is op deze wijze indertijd, gezien de intellectuele capaciteiten van de persoon, de eigennaam Aboikoni ontstaan. Deze serie had een voorlichtende functie, evenals het toneel van Sophie Redmond dat eerder had gehad.